# 中村光良
中村 光良（なかむら みつや、1944年7月31日 - ）は、熊本県熊本市出身の元プロ野球選手（投手）・コーチ。
登録名は中村光也（みつや）、1967年以降は中村光哉（みつや）に表記変更。

## 経歴
熊本商業高校では2年次の1962年に春季九州大会決勝へ進み、高鍋高の清俊彦らに投げ勝ち優勝を飾る。試合では制球難の先発を3回2死からリリーフし、カーブ、シュートを低目にコントロールして、はやる高鍋の打者を凡飛に打ち取るなど、連投の疲れも見せず、2日間に30イニングスを投げ抜いた。
卒業後の1964年に広島カープへ入団し、3年目の1967年に一軍初登板。中継ぎとして起用されるが、1969年以降は登板が無く、1973年限りで現役を引退。
引退後は広島のスコアラーとして球団の黄金期を支え、監督の古葉竹識は「投手の細かい分析能力に優れ、指示も的確」と評され、監督に就任した古葉の招聘で大洋二軍投手コーチ（1987年 - 1989年）を務め、野村弘樹を育てた。古葉の退任と共に退団した後は西武二軍投手コーチ（1990年 - 1991年）→三軍投手コーチ（1992年）、西武退団後は台湾CPBL・俊国ベアーズ投手コーチ（1993年）を務め、俊国コーチ時代は日本で鳴かず飛ばずであった野中徹博を再生。
現在は広島北リトルリーグ総監督として、基本を重視した指導をしている。

## 詳細情報

### 年度別投手成績
| 年 度     | 球 団     | 登 板 | 先 発 | 完 投 | 完 封 | 無 四 球 | 勝 利 | 敗 戦 | セ 丨 ブ | ホ 丨 ル ド | 勝 率 | 打 者 | 投 球 回 | 被 安 打 | 被 本 塁 打 | 与 四 球 | 敬 遠 | 与 死 球 | 奪 三 振 | 暴 投 | ボ 丨 ク | 失 点 | 自 責 点 | 防 御 率 | W H I P |
| --------- | --------- | ----- | ----- | ----- | ----- | -------- | ----- | ----- | -------- | ----------- | ----- | ----- | -------- | -------- | ----------- | -------- | ----- | -------- | -------- | ----- | -------- | ----- | -------- | -------- | ------- |
| 1967      | 広島      | 6     | 0     | 0     | 0     | 0        | 0     | 0     | --       | --          | ----  | 25    | 6.0      | 5        | 0           | 2        | 0     | 0        | 3        | 1     | 0        | 1     | 1        | 1.50     | 1.17    |
| 1968      | 広島      | 3     | 0     | 0     | 0     | 0        | 0     | 0     | --       | --          | ----  | 33    | 8.0      | 9        | 3           | 2        | 0     | 0        | 6        | 0     | 0        | 5     | 5        | 5.62     | 1.38    |
| 通算：2年 | 通算：2年 | 9     | 0     | 0     | 0     | 0        | 0     | 0     | --       | --          | ----  | 58    | 14.0     | 14       | 3           | 4        | 0     | 0        | 9        | 1     | 0        | 6     | 6        | 3.86     | 1.29    |

### 背番号
- 33 （1964年 - 1969年）
- 15 （1970年 - 1972年）
- 77 （1973年）
- 91 （1987年 - 1989年）
- 80 （1990年 - 1992年）
- 72 （1993年）

### 登録名
- 中村 光也 （1964年 - 1966年）
- 中村 光哉 （1967年 - 1973年）
- 中村 光良 （1987年 - 1993年）